# Pixilació

El cabell de la Julienne Mathieu raspatllant-se, al film "El hotel eléctrico", gràcies a la tècnica de la pixilació.

Pixilació (De pixilation) és una tècnica de filmació en què els actors són filmats efectuant pauses entre fotograma i fotograma, o suprimint fotogrames del contínuum del moviment, a fi que el resultat final ofereixi moviments propis d'una animació artificial.
Aquesta tècnica de stop-motion, utilitza persones reals com si fossin titelles, ninots de plastilina o d'altres objectes inanimats que són sotmesos al procés d'animació pas a pas. Això permet una sèrie d'efectes surrealistes, com les desaparicions i reaparicions o que les persones semblin lliscar per terra entre altres efectes. Aquesta tècnica és sovint utilitzada com eina per a barrejar actors reals amb animats en un mateix film, com en el curtmetratge The Secret Adventures of Tom Thumb (1993) - Les Aventures Secretes de Tom Polze pels Bolex Brothers i a la sèrie Angry Kid (1999).
Un efecte similar a la pixilació, pot ser assolit al esborrar alguns fotogrames d'una pel·lícula enregistrada convencionalment. Evidentment, aquesta opció més senzilla, no aconsegueix la mateixa qualitat en el resultat.

## Terme 'Pixilació'
Segons els criteris aplicats pel Consell Supervisor en l'aprovació del terme pixilació:
S'aprova el terme pixilació, adaptació catalana del manlleu anglès pixilation (creat, segons algunes fonts, a partir del substantiu pixie 'follet, 'dimoniet', pel fet que els moviments dels actors quan s'usa aquesta tècnica semblen sobrenaturals o propis de follets), pels motius següents:
- És la forma utilitzada habitualment pels especialistes per a designar el concepte;
- Es documenta en nombrosos textos d'especialitat;
- La resta de llengües veïnes també recullen com a designació gairebé única l'anglicisme adaptat;
- Té el vistiplau de tots els especialistes consultats.

El Consell Supervisor fa notar que la similitud formal amb el terme de l'àmbit de l'electrònica pixelació, ja força conegut en català, pot haver ajudat a estendre també aquest manlleu, malgrat que no és clar que etimològicament siguin denominacions emparentades. Es descarta la forma pixil·lació perquè no té una justificació etimològica clara, malgrat que en anglès també es documenta en algunes fonts la forma pixillation.

## Exemples
Els exemples primerencs d'aquesta tècnica són El hotel eléctrico (1908) de Segundo de Chomón i Jobard ne peut pas voir les femmes travailler (1911) d' Émile Cohl.
El terme és àmpliament abordat per Grant Munro. Va fer una pel·lícula experimental anomenada "Pixillation", disponible en la seva col·lecció de DVD "Cut Up – The Films of Grant Munro".
Aquest sistema s'ha emprat, de forma científica i didàctica, per a filmar éssers de creixement lents, amb canvis que no són apreciables a simple vista durant un curt període, com plantes i flors o el clima d'un determinat lloc, com en alguns documentals de la BBC d'en David Attenborough, per exemple. També s'ha emprat en cinema i publicitat per a generar efectes visuals.
La tècnica de la pixilació, va ser utilitzada també, per l'obertura de Claymation, Vinton 1978, documental de 17 minuts sobre les tècniques de producció del seu estudi d'animació.
L'animador txec Jan Švankmajer utilitza la pixilació dins la majoria de les seves feines; més notablement a Food. Gisele Kerozene (1989), una pel·lícula curta de Jan Kounen, que mostra bruixes que munten al voltant d'una ciutat de Broomsticks, és un altre exemple influent d'aquesta tècnica. Un exemple recent d'aquesta tècnica, és el videoclip de Stephen Malkmus: "Baby C'mon" .
La pixilació és també utilitzada dins el curt d'Andrew Huang: Fluxis.

## Pel·lícules
- Nombroses pel·lícules de Jan Švankmajer, però més notablement Food (1992) i seccions grans de Conspirators of Pleasure (1996).
- Bolex Brothers' The Secret Adventures of Tom Thumb
- Norman McLaren A Chairy Tale i a la guanyadora d'oscar Neighbours
- Chuck Menville i Len Janson a la trilogia de curtmetratjes amb pixilació (Vicious Cycles – 1967, Blaze Glory – 1968, i Sergeant Swell of the Mounties – 1972)
- Mike Jittlov al curtmetratge The Wizard of Speed and Time. Jittlov va fer una pel·lícula versionant el curt, amb moltes seqüències de pixilació, també titulada The Wizard of Speed and Time.
- Paul Cummings' i Tony Fiandaca Tony vs. Paul
- What Cassandra Saw curt nominat per Virgin Media Shorts per Littlenobody
- Jan Kounen a Gisele Kerozene
- Michael Langan a Doxology (2007)
- Monsieur Pointu (1975)
- Western Spaghetti i el nominat per l'Academy Award Fresh Guacamole per PES
- Joe & Giles a Two Gentlemen of Honour  (2012)
- Tetsuo: The Iron Man (1989)
- Jared Goldberg a Mister G Meets the Biker Babes (2012)

## Espectacles televisius
- Angry Kid
- Sesame Street (Milo Counting, Ordering a Pizza, George the Farmer)
- The Goodies

## Vídeos de música
- "Consolation Prizes" de Phoenix
- "Long Gone" de Fat City Reprise
- "Heard 'Em Say" de Kanye West
- "Her Morning Elegance" d'Oren Lavie
- "Hello Again" de The Cars
- "In your arms" de Kina Grannis
- "Paralyzed" de The Used
- "Point of No Return" de Nu Shooz
- "Road to Nowhere" de Talking Heads
- "Sledgehammer" de Peter Gabriel
- "Shopping Trolley" de Beth Orton
- "The Box" d'Orbital
- "The End of the World" de The Cure
- "The Hardest Button to Button" de The White Stripes
- "There There" de Radiohead
- "Time Won't Let Me Go" de The Bravery
- "Vermilion" de Slipknot
- "Sex Machine" de The Fat Boys
- "Last Dance" de George Clinton
- "Strawberry Swing" de Coldplay
- "Every Teardrop Is A Waterfall" de Coldplay
- "Fix" de Jean-Paul De Roover
- "Les tartines" de Sttellla
- "Now You See Her" de Crash Test Dummies
- "Be Near Me" d'ABC
- "Ma Che Discorsi" de Daniele Silvestri
- "End Love" d'OK Go
- "Lame Claim to Fame" de "Weird Al" Yankovic
- El grup de música Les Colocs i Michel Gondry utilitzen la tècnica de pixilació a molts dels seus videoclips.